# Ommatius ouachitensis
Ommatius ouachitensis är en tvåvingeart som beskrevs av Bullington och Lavigne 1984. Ommatius ouachitensis ingår i släktet Ommatius och familjen rovflugor. Inga underarter finns listade i Catalogue of Life.